# Mikhaïl Kokchenov
Mikhaïl Kokchenov (en russe : Михаил Михайлович Кокшенов), né le 16 septembre 1936 à Moscou dans l'Union soviétique et mort le 4 juin 2020 à Moscou (Russie), est un acteur et russe.

## Biographie
Diplômé du Collège industriel de Moscou en 1957, Mikhaïl Kokchenov travaille comme ingénieur de gestion à Glavnefterudprom. En 1963, il est diplômé de l'Institut d'art dramatique Boris-Chtchoukine. Sa carrière commence au Théâtre Maïakovski à Moscou. En 1966, il rejoint la troupe du Théâtre des miniatures de Moscou et à la même époque fait ses débuts au cinéma. À partir du 1974, il se produit au Théâtre national d'acteur de cinéma. Kokchenov a joué dans plus de 100 films, en règle générale dans les rôles comiques en incarnant les personnages mal dégrossis.
Le 4 juin 2020, Mikhaïl Kokchenov décède à l'âge de 84 ans d'une insuffisance cardiaque aiguë. Les adieux à l'artiste ont eu lieu dans la salle rituelle du crématorium Mitinsky le 7 juin, après quoi le corps a été incinéré. L'urne avec les cendres de l'acteur a été enterrée dans la nécropole familiale du cimetière de Novodievitchi.

## Filmographie partielle
- 1964 : Président (Председатель) de Alexeï Saltykov
- 1967 : Jenia, Jenetchka et 'Katioucha’ (Женя, Женечка и «катюша») de Vladimir Motyl
- 1975 : C'est impossible (Не может быть) de Leonid Gaidai
- 1977 : Zone de vigilance particulière (У зоні особливої уваги)
- 1977 : La Steppe (Степь) de Sergueï Bondartchouk : Kiriukha
- 1982 : Le Loto de 1982 (Спортлото-82) de Leonid Gaidai
- 1985 : Danger de mort (Опасно для жизни!) de Leonid Gaidai
- 1985 : La plus charmante et attirante (Самая обаятельная и привлекательная) de Gerald Bejanov
- 1992 : À Odessa, il fait beau, mais il pleut à Little Odessa (На Дерибасовской хорошая погода, или На Брайтон-Бич опять идут дожди) de Leonid Gaidai
- 1995 : Chirli-Myrli (Ширли-мырли) de Vladimir Menchov : garde de l'ambassadeur
- 2007-2013 : Papiny Dochki (Папины дочки)

## Récompenses et nominations

### Récompenses
- 2002 : artiste du peuple de la fédération de Russie[1]